# 乔治王广场 (梅斯)
乔治王广场（Place du Roi-George）又名车站广场（法语：place de la Gare，德语：Bahnhof Platz）是法国洛林梅斯市中心新城帝国区的一个广场，开辟于1850年。
乔治王广场周边的建筑包括梅斯老车站（Ancienne gare de Metz）和乔治学院（Collège Georges-de-la-Tour）。

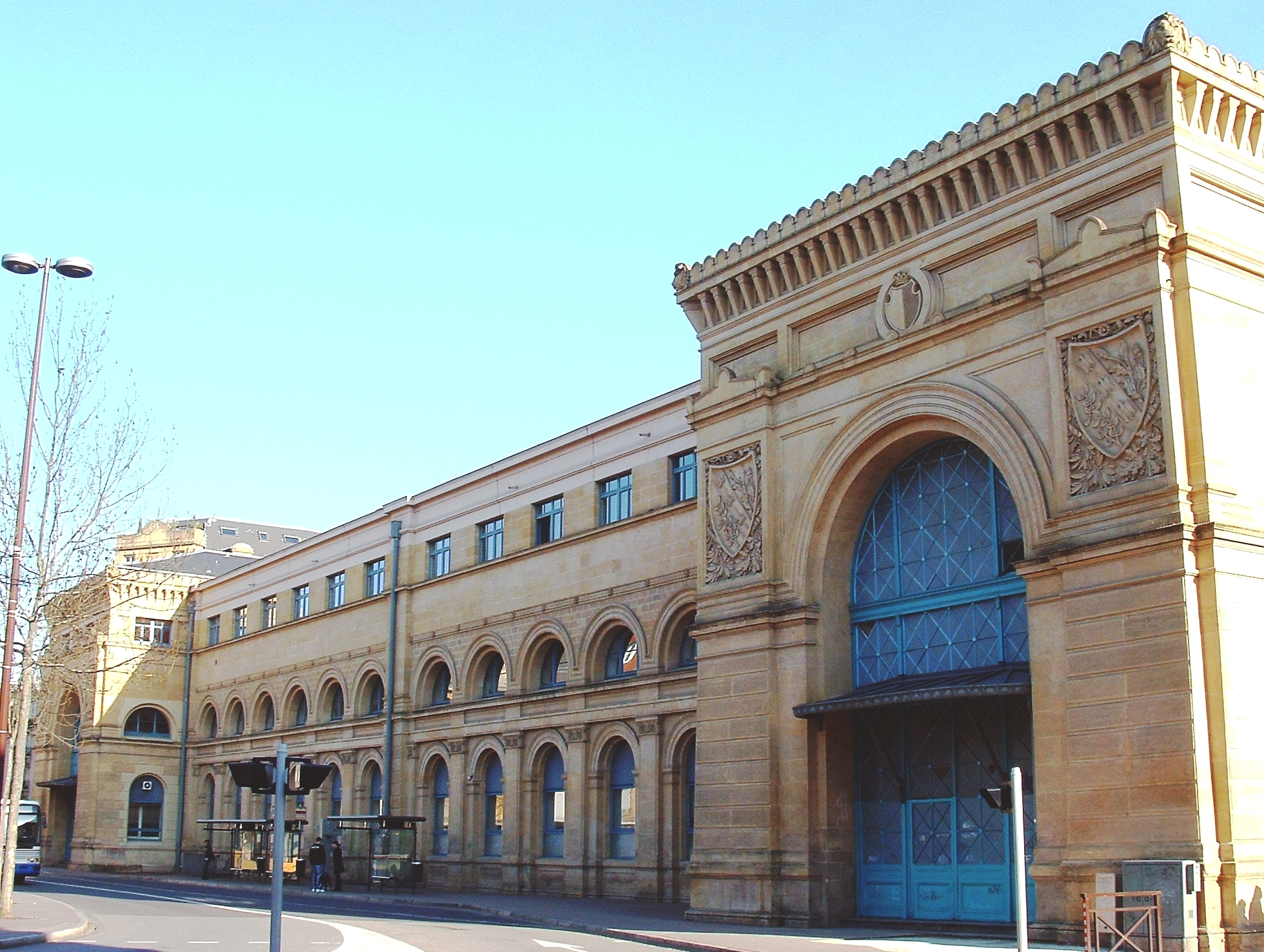
梅斯老车站

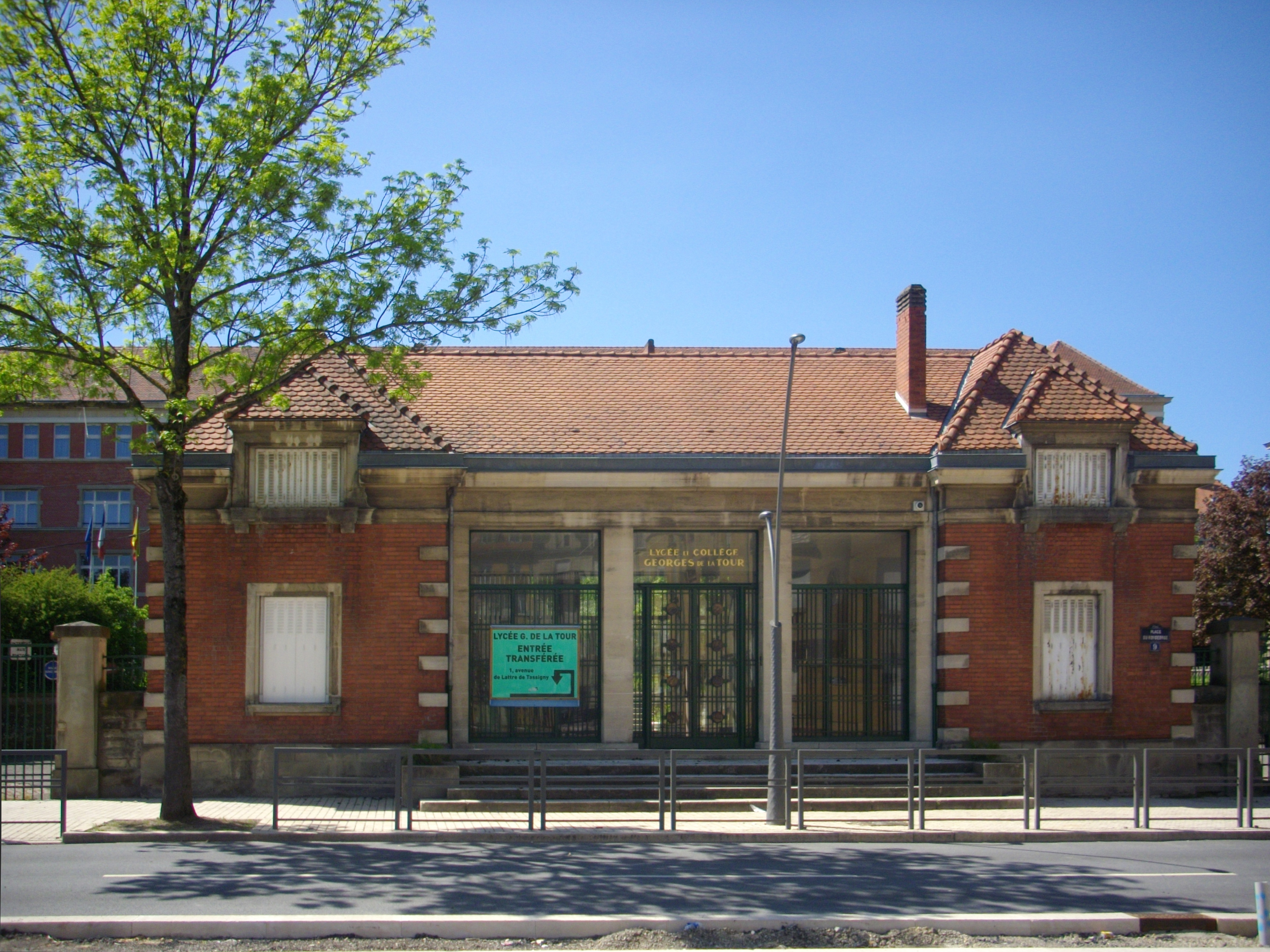
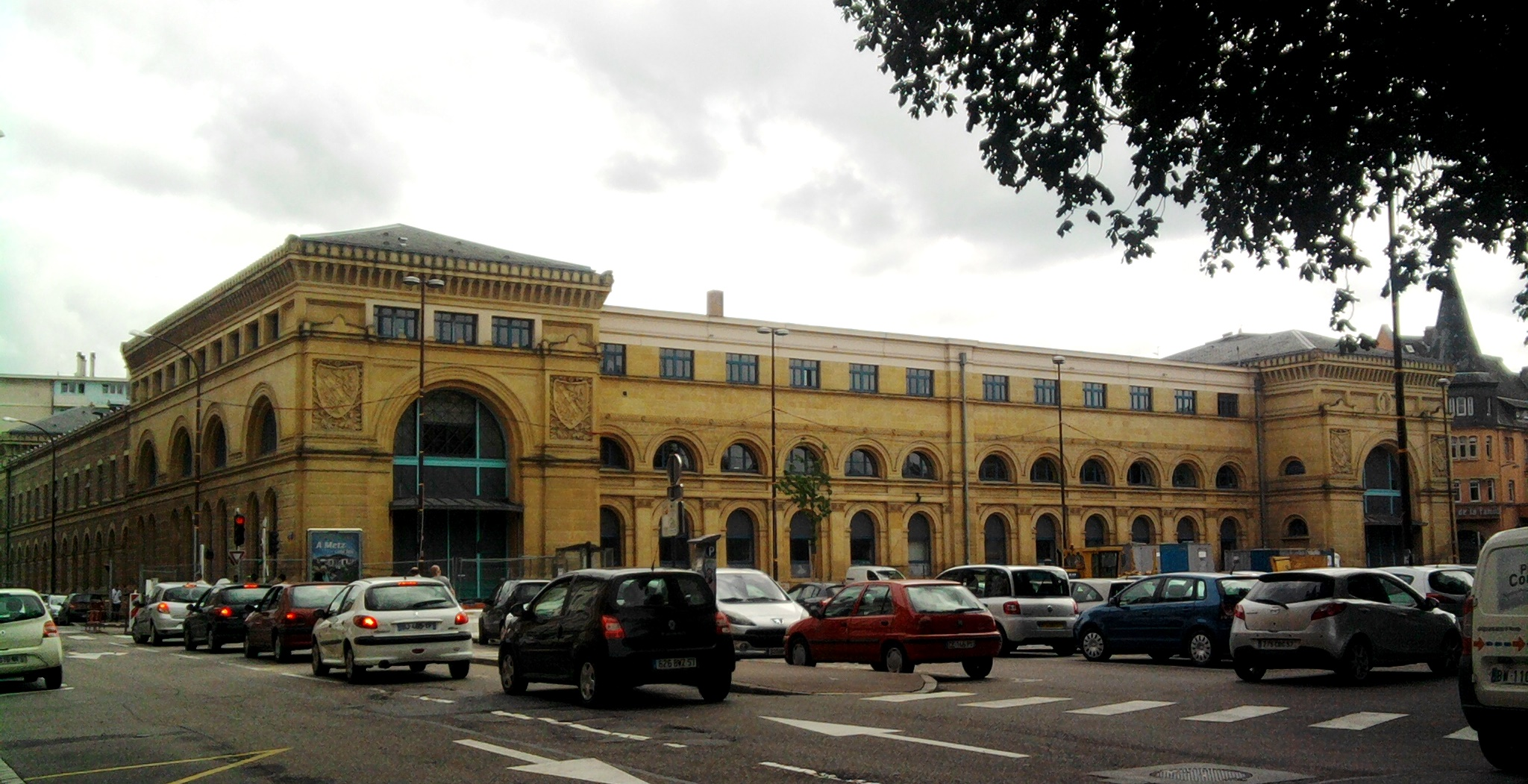
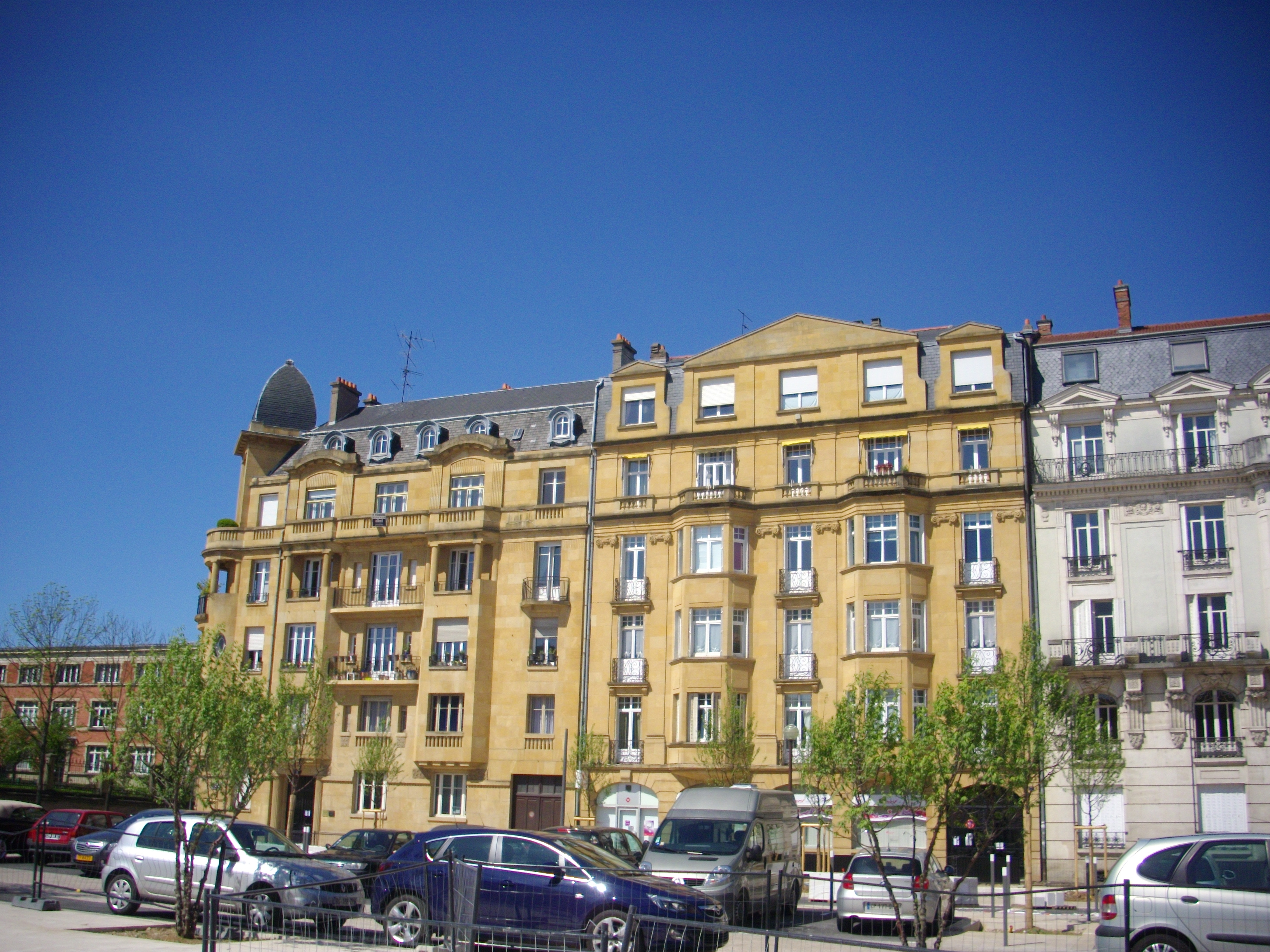